# Fachwerkhaus Buschstraße 15
Das Fachwerkhaus Buschstraße 15, auch Zettler-Haus genannt, in Schwerin, Stadtteil Altstadt, Buschstraße, Ecke 3. Enge Straße, ist ein markantes Baudenkmal in Schwerin. Heute (2020) befindet sich ein Laden in dem Haus.

## Geschichte
Das zweigeschossige Fachwerkhaus von 1698 ist eines der ältesten noch erhaltenen Häuser in Schwerin; mit einem Laden und der Wohnung im Obergeschoss. Markant ist die malerische Auskragung zur 3. Engen Straße. Es stand an der bis 1875 Faule Grube genannten Straße, die dann bis in die 1930er Jahre Wladimirstraße (nach dem russischen Großfürsten und Schwiegervater von Friedrich Franz II.) hieß.
Das Haus diente zeitweise als Laden einer Schusterei und war dann für lange Zeit die ehemalige Weingroßhandlung F.G. Michaelis. Den hölzernen Schwedenkopf am Giebel brachte Michaelis aus dem damals noch schwedischen Wismar mit.
In den 1960er Jahren erwarb Carl-Heinz Zettler das kleine und deshalb so genannte Kommodenhäuschen und betrieb die Kunstdrechslerei Zettler (Balkeninschrift). Der Drechslermeister war längere Zeit Präsident der Handwerkskammer. Nach ihm führt seine Tochter Silke-Maria Zettler das Geschäft. Sie ist Drechslermeisterin in der fünften Generation (seit 1857).